# 고양시의 마천루 목록
대한민국 경기도 고양시의 마천루 목록이다. 대한민국의 「초고층 및 지하연계 복합건축물 재난관리에 관한 특별법」에 따르면 '초고층 건축물' 이란 층수가 50층 이상 또는 높이가 200m 이상인 건축물을 말한다.

## 마천루 순위
본 목록은 완공되었거나, 상량식을 끝낸 마천루이다.
| 순위 | 이름                           | 사진 | 위치            | 높이 | 층수 | 완공 연도 | 비고                                  |
| ---- | ------------------------------ | ---- | --------------- | ---- | ---- | --------- | ------------------------------------- |
| 1=   | 일산 위브 더 제니스 타워 105동 |      | 일산서구 탄현동 | 230m | 59층 | 2013년    | 현재 고양시에서 가장 높은 마천루이다. |
| 1=   | 일산 요진 와이시티 103동       |      | 일산동구 백석동 | 230m | 59층 | 2016년    | [ 4 ] [ 5 ] [ 6 ]                     |
| 1=   | 일산 요진 와이시티 104동       |      | 일산동구 백석동 | 230m | 59층 | 2016년    | [ 7 ] [ 8 ] [ 9 ]                     |
| 1=   | 일산 요진 와이시티 105동       |      | 일산동구 백석동 | 230m | 59층 | 2016년    | [ 10 ] [ 11 ] [ 12 ]                  |
| 5    | 일산 요진 와이시티 102동       |      | 일산동구 백석동 | 225m | 58층 | 2016년    | [ 13 ] [ 14 ] [ 15 ]                  |
| 6    | 일산 위브 더 제니스 타워 104동 |      | 일산서구 탄현동 | 224m | 57층 | 2013년    | [ 16 ] [ 17 ] [ 18 ]                  |
| 7=   | 일산 요진 와이시티 106동       |      | 일산동구 백석동 | 215m | 57층 | 2016년    | [ 19 ] [ 20 ] [ 21 ]                  |
| 7=   | 일산 위브 더 제니스 타워 102동 |      | 일산서구 탄현동 | 215m | 54층 | 2013년    | [ 22 ] [ 23 ] [ 24 ]                  |
| 7=   | 일산 위브 더 제니스 타워 103동 |      | 일산서구 탄현동 | 215m | 55층 | 2013년    | [ 25 ] [ 26 ] [ 27 ]                  |
| 7=   | 일산 위브 더 제니스 타워 106동 |      | 일산서구 탄현동 | 215m | 54층 | 2013년    | [ 28 ] [ 29 ] [ 30 ]                  |
| 11   | 일산 요진 와이시티 101동       |      | 일산동구 백석동 | 214m | 55층 | 2016년    | [ 31 ] [ 32 ] [ 33 ]                  |
| 12=  | 일산 위브 더 제니스 타워 101동 |      | 일산서구 탄현동 | 212m | 53층 | 2013년    | [ 34 ] [ 35 ] [ 36 ]                  |
| 12=  | 일산 위브 더 제니스 타워 107동 |      | 일산서구 탄현동 | 212m | 53층 | 2013년    | [ 37 ] [ 38 ] [ 39 ]                  |
| 14   | 일산 위브 더 제니스 타워 108동 |      | 일산서구 탄현동 | 206m | 51층 | 2013년    | [ 40 ] [ 41 ] [ 42 ]                  |
| 15=  | 힐스테이트 삼송역 102동        |      | 덕양구 삼송동   | 168m | 49층 | 2019년    | [ 43 ]                                |
| 15=  | 힐스테이트 삼송역 103동        |      | 덕양구 삼송동   | 168m | 49층 | 2019년    | [ 44 ]                                |
| 15=  | 힐스테이트 삼송역 104동        |      | 덕양구 삼송동   | 168m | 49층 | 2019년    | [ 45 ]                                |
| 18   | 브로멕스 타워                  |      | 일산서구 대화동 | 166m | 38층 | 2019년    | [ 46 ]                                |
| 19=  | 힐스테이트 삼송역 101동        |      | 덕양구 삼송동   | 163m | 48층 | 2019년    | [ 47 ]                                |
| 19=  | 힐스테이트 일산 103동          |      | 일산서구 대화동 | 163m | 48층 | 2019년    | [ 48 ]                                |
| 19=  | 힐스테이트 일산 104동          |      | 일산서구 대화동 | 163m | 48층 | 2019년    | [ 49 ]                                |
| 22=  | 원흥역 푸르지오 101동          |      | 덕양구 원흥동   | 160m | 49층 | 2021년    | [ 50 ]                                |
| 22=  | 원흥역 푸르지오 102동          |      | 덕양구 원흥동   | 160m | 49층 | 2021년    | [ 51 ]                                |
| 22=  | 원흥역 푸르지오 103동          |      | 덕양구 원흥동   | 160m | 49층 | 2021년    | [ 52 ]                                |
| 22=  | 힐스테이트 일산 101동          |      | 일산서구 대화동 | 160m | 48층 | 2019년    | [ 53 ]                                |
| 22=  | 힐스테이트 일산 102동          |      | 일산서구 대화동 | 160m | 48층 | 2019년    | [ 54 ]                                |

## 미완공 마천루

### 계획중인 마천루
이 목록은 현재 경기도 고양시에서 계획이 진행중인 마천루이다.
| 이름                       | 위치            | 높이 | 층수 | 완공 예정 | 비고          |
| -------------------------- | --------------- | ---- | ---- | --------- | ------------- |
| CJ라이브시티 랜드마크 타워 | 일산동구 장항동 | 370m | 88층 | -         | [ 55 ] [ 56 ] |

### 취소된 마천루
이 목록은 경기도 고양시에서 건설이 취소된 250m 이상의 마천루이다.
| 이름                        | 위치            | 높이 | 층수  | 비고 |
| --------------------------- | --------------- | ---- | ----- | ---- |
| 브로멕스 킨텍스 타워        | 일산서구 대화동 | 450m | 100층 |      |
| 한류월드 국제 비즈니스 센터 | 일산동구 장항동 | 250m | 50층  |      |

## 같이 보기
- 고양시
- 마천루 목록
- 아시아의 마천루 목록
- 대한민국의 마천루 목록